# Marcada por los hombres
Marcada por los hombres és una pel·lícula espanyola de drama eròtic de destape del 1977 escrita i dirigida per José Luis Merino Boves. Fou protagonitzada per María José Cantudo, considerada aleshores un símbol eròtic, i Máximo Valverde.

## Sinopsi
Carmen és una noia e poble que va a la ciutat a buscar feina. Allí manté relacions amb un xicot estudiant i queda embarassada. El noi, pressionat per la família, la deixa abandonada. La seva vida es converteix en un calvari quan té el nen. Té pensat suïcidar-se fins que coneix Ramón, un jove atractiu que desfà els seus plans.

## Repartiment
- María José Cantudo	...	Carmen
- Máximo Valverde	...	Fran
- Armando Calvo	...	Ramón
- Queta Claver	...	Victoria
- Roberto Camardiel	...	Anselmo
- Aurora de Alba	...	Adela
- Yelena Samarina	...	Pilar

## Premis
Als Premis del Sindicat Nacional de l'Espectacle de 1976 va ser una de les 13 pel·lícules a concurs, però finalment no va rebre cap premi.